# Retinia resinella
The Pine Resin-gall Moth (Retinia resinella) là một loài bướm đêm thuộc họ Tortricidae. Nó được tìm thấy ở châu Âu to miền đông Nga.

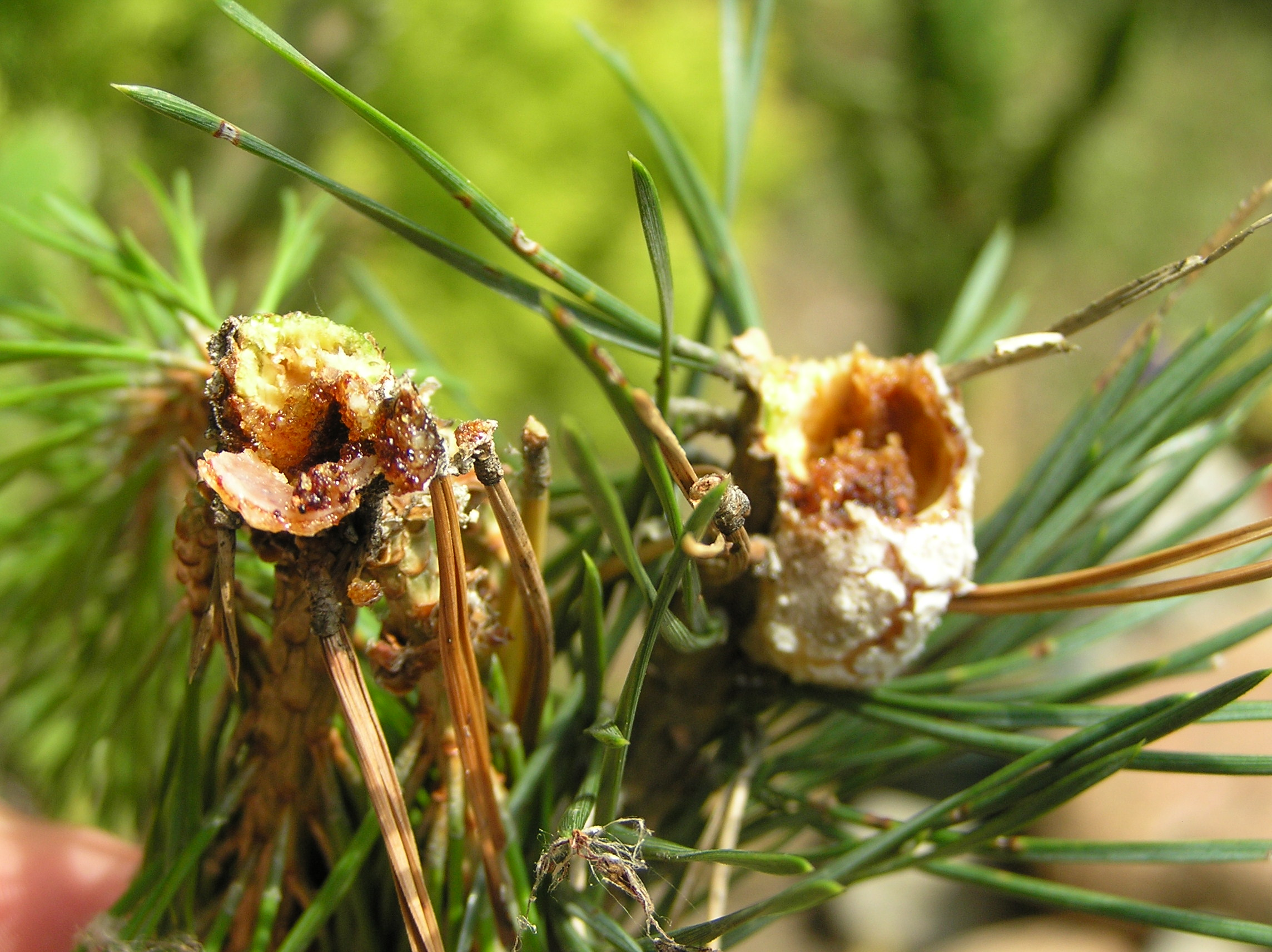
Resin gall

Sải cánh dài 16–22 mm. Con trưởng thành bay từ tháng 5 đến tháng 6.
The larva lives in the shoots of Pinus sylvestris ở đó nó causes a resin gall to develop. Development takes two years.

## Hình ảnh

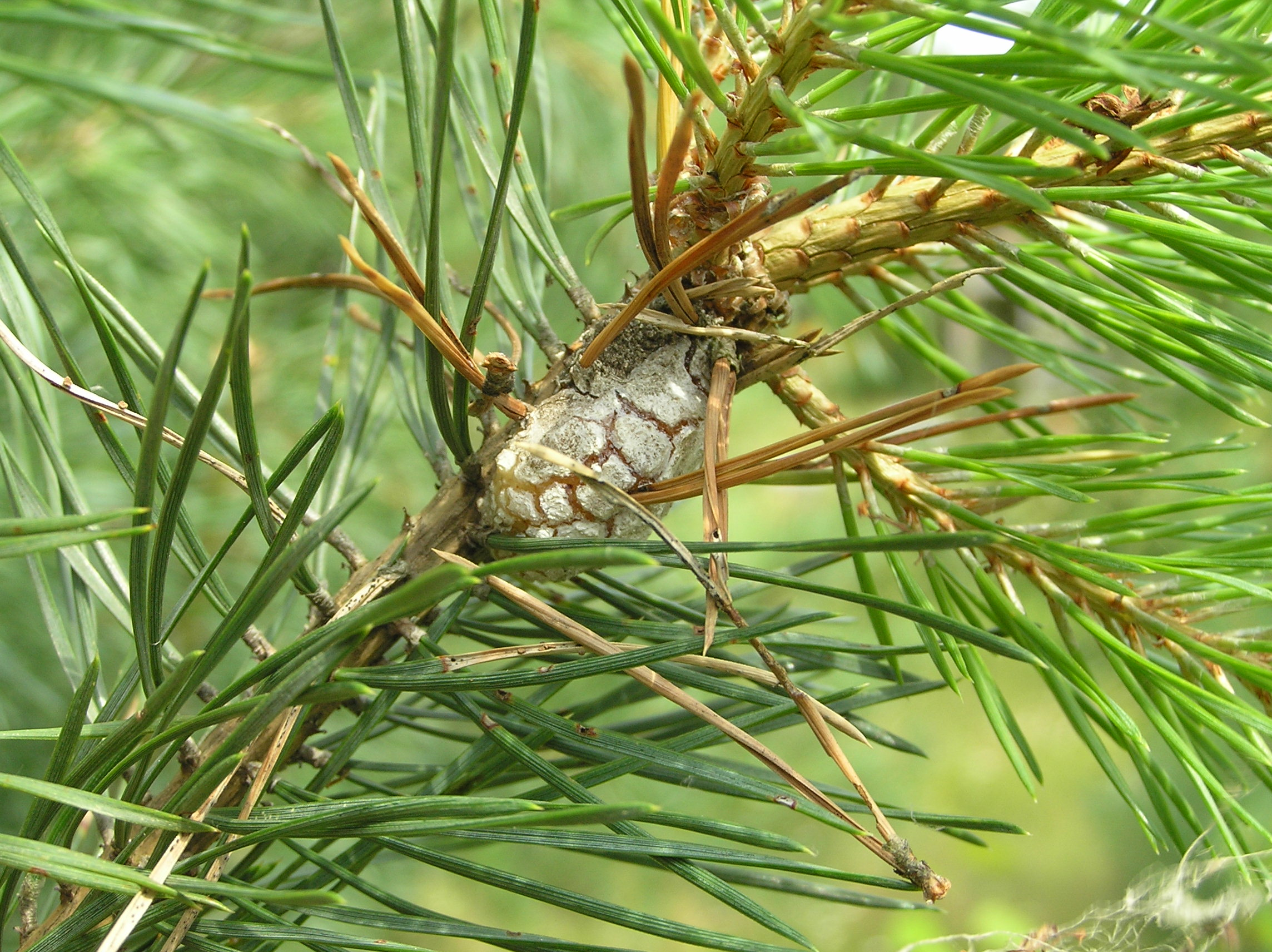
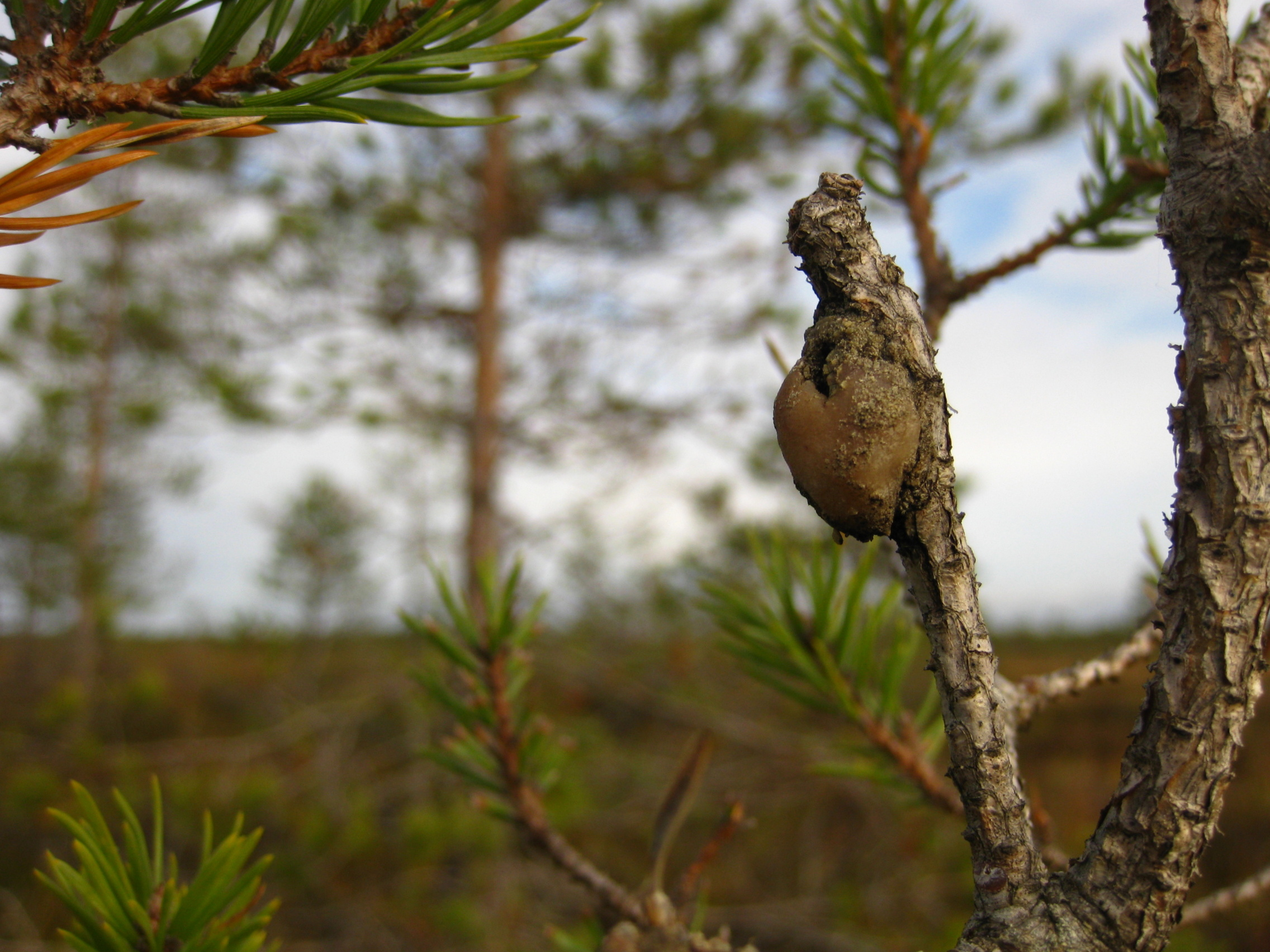